# Bruhnsøya
Bruhnsøya est une petite île du Svalbard située au sud d'Edgeøya. Elle fait partie de l'archipel des Kong Ludvigøyane. C'est l'île la plus à l'ouest de l'archipel.
L'île compte deux rochers au nord-est.
Elle doit son nom à Karl Christian Bruhns, un astronome allemand.